# ガール・キング
『ガール・キング』（ 原題：Girl King ）は、2002年に製作されたカナダ映画。
2003年の第12回東京国際レズビアン&ゲイ映画祭(7月18日・19日)にて上映された。

## キャスト
- ブッチ
- クローディア：マイケル＝アン・コナー
- キャプテン・キャンディ：レイブン・コートニー
- クイーン：ヴィクトリア・デシャネル